# 아메리칸 리그 동부
아메리칸 리그 동부(American League East)는 메이저 리그 베이스볼의 6개 지구 중 하나이다. 이 지구는 서부 지구와 함께 1969년 시즌 전 설치되었다. 그 이전에 아메리칸 리그는 10팀의 한 리그로 존재했었다.
이 지구의 5팀 중 4팀은 미국 동부에 위치해 있고, 한 팀만이 캐나다 동부에 있다. 2024년 지구 우승팀은 뉴욕 양키스이다.
40년 간 존재한 동안에, 동부 지구 팀은 월드 시리즈에 25번 진출했고 이 중에 15번 우승을 차지했다. 1995년 시즌에 와일드카드 제도가 도입되면서 부터, AL 동부는 24년 간 20회 와일드카드 팀이 있었다.(중부 지구 4회, 서부 지구 7회)

## 현재 소속팀
- 뉴욕 양키스 - 설치시(1969년) 참가
- 보스턴 레드삭스 - 설치시(1969년) 참가
- 볼티모어 오리올스 - 설치시(1969년) 참가
- 토론토 블루제이스 - 1977년 팀 확장으로 참가
- 탬파베이 레이스 - 1998년 팀 창단하며 참가(당시 탬파베이 데블레이스)

## 이전 소속팀
- 디트로이트 타이거스 - 설치시(1969년) 참가, 1998년 아메리칸 리그 중부로 이동
- 밀워키 브루어스 - 1972년 아메리칸 리그 서부에서 이동, 1994년 아메리칸 리그 중부로 이동, 1998년 내셔널 리그 중부로 이동
- 클리블랜드 가디언즈 - 설치시(1969년) 참가, 1994년 아메리칸 리그 중부로 이동
- 워싱턴 세너터스 - 설치시(1969년) 참가, 1972년 알링턴으로 이동한 동시에 팀명도 텍사스 레인저스로 변경됐고 아메리칸 리그 서부로 이동

## 같이 보기
- 아메리칸 리그 중부
- 아메리칸 리그 서부
- 내셔널 리그 동부
- 내셔널 리그 중부
- 내셔널 리그 서부